# Dorotheanthus
Dorotheanthus ist eine Pflanzengattung der Familie der Mittagsblumengewächse (Aizoaceae). Der Gattungsname Dorotheanthus wurde von Gustav Schwantes zu Ehren seiner Mutter Dorothea vergeben.

## Beschreibung
Es sind sukkulente Pflanzen. Die Farbe der radiärsymmetrischen Blüten reicht von weiß, rosa, orange bis gelb und sie haben einen Durchmesser von bis zu 5 Zentimetern. Die Blütezeit ist von August bis Mitte Oktober.

## Systematik und Verbreitung
Dorotheanthus ist in den südafrikanischen Provinzen Nordkap und Westkap (zwischen Simon’s Town und Riversdale) verbreitet.
Die Erstbeschreibung wurde 1927 von Gustav Schwantes vorgenommen. Die Typusart ist Dorotheanthus apetalus. Die Gattung umfasst folgende Arten:
- Dorotheanthus apetalus (L.f) N.E.Br.
- Dorotheanthus bellidiformis (Burm.f.) N.E.Br.
- Dorotheanthus clavatus (Haw.) Struck
- Dorotheanthus hestermalensis (Ihlenf.& Struck) H.E.K.Hartmann
- Dorotheanthus rourkei L.Bolus

Die Untergattung Dorotheanthus subg. Pherolobus (N.E.Br.) Ihlenf. & Struck wird wieder als eigenständige Gattung Pherolobus anerkannt.

## Nachweise